# Opera

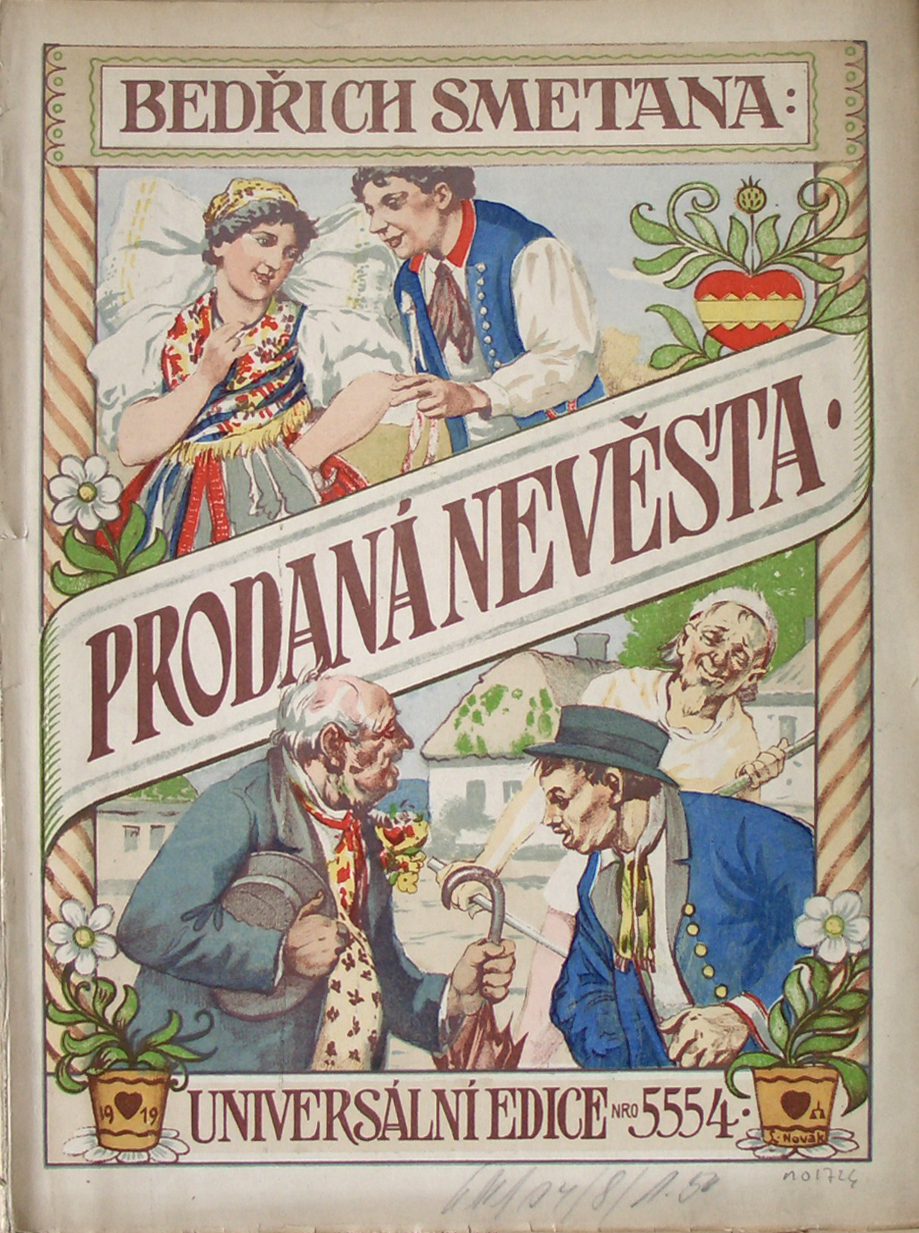
Plakát k inscenaci opery Prodaná nevěsta Bedřicha Smetany z roku 1919

La Scala v Miláně

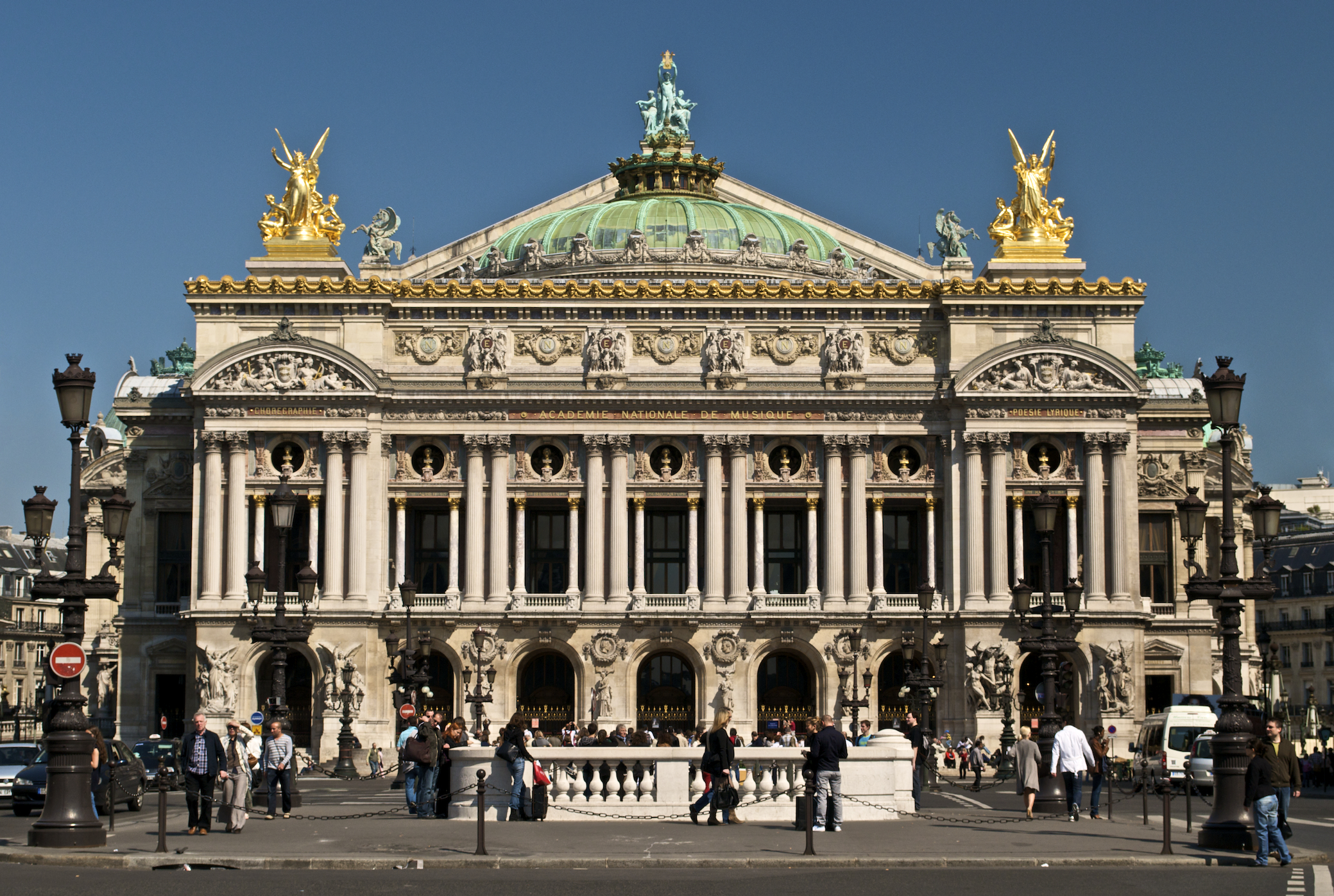
Palais Garnier Pařížské opery

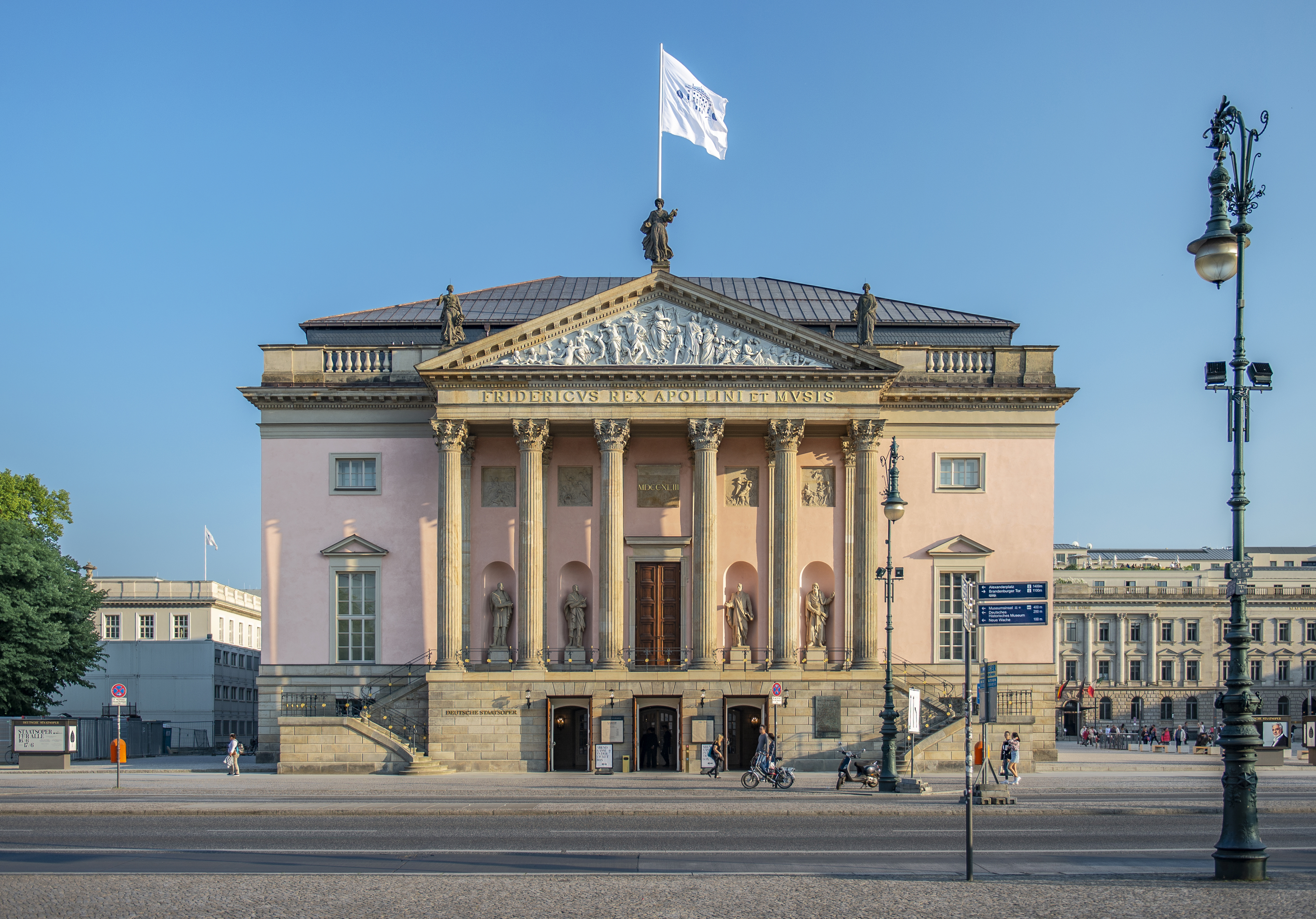
Berlínská státní opera

Opera je druh západního divadla, jehož základní složkou je hudba a dramatické role jsou ztvárněny zpěváky. Takové „dílo“ (doslovný překlad italského slova „opera“) je obvykle výsledkem spolupráce skladatele a libretisty a spojuje řadu scénických umění, jako je herectví, scéna, kostýmy a někdy i tanec nebo balet. Představení se obvykle koná v operním domě za doprovodu orchestru nebo menšího hudebního tělesa, které od počátku 19. století vede dirigent. Spolu s některými dalšími příbuznými uměleckými formami je shrnována pod pojem hudební divadlo.
Opera je klíčovou součástí západní klasické hudby a zejména italské tradice. Původně byla chápána jako výhradně zpívané dílo, na rozdíl od divadelní hry se zpěvy, a zahrnuje řadu žánrů, včetně těch, které obsahují mluvené dialogy, jako je Singspiel a Opéra comique. V tradiční číslové opeře používají pěvci dva styly zpěvu: recitativ, který je inspirován řečí, a samostatné árie. V 19. století došlo k rozmachu kontinuálního hudebního dramatu.
Opera vznikla v Itálii na konci 16. století („La Dafne“ Jacopa Periho, která byla uvedena ve Florencii v roce 1598 a z větší části se ztratila) zejména na základě děl Claudia Monteverdiho, především jeho opery Orfeus, a brzy se rozšířila i do ostatních evropských zemí: Heinrich Schütz v Německu, Jean-Baptiste Lully ve Francii a Henry Purcell v Anglii pomohli v 17. století vytvořit jejich národní tradice. V 18. století italská opera nadále dominovala ve většině Evropy (s výjimkou Francie) a přitahovala zahraniční skladatele, jako byl Georg Friedrich Händel. Opera seria byla nejprestižnější formou italské opery, dokud Christoph Willibald Gluck v 60. letech 18. století nereagoval na její umělost svými „reformními“ operami. Nejznámějším představitelem opery konce 18. století je Wolfgang Amadeus Mozart, který začínal s operou seria, ale nejvíce ho proslavily jeho italské komické opery, zejména Figarova svatba, Don Giovanni a Così fan tutte, stejně jako Únos ze serailu a Kouzelná flétna, milníky německé hudební tradice.
V první třetině 19. století vrcholil styl belcanto - Gioachino Rossini, Gaetano Donizetti a Vincenzo Bellini vytvořili charakteristická díla tohoto stylu. V tomto období se také objevila grand opera, typická díly Daniela Aubera a Giacoma Meyerbeera, a Carl Maria von Weber zavedl německou romantickou operu. Polovina a konec 19. století byly zlatým věkem opery, v jejímž čele stáli Giuseppe Verdi v Itálii a Richard Wagner v Německu. Obliba opery pokračovala v období verismu v Itálii a soudobé francouzské opery až po Giacoma Pucciniho a Richarda Strausse na počátku 20. století. V průběhu 19. století vznikaly paralelní operní tradice ve střední a východní Evropě, zejména v Rusku a v Čechách. Ve 20. století se objevilo mnoho experimentů s moderními styly, jako je atonalita a serialismus (Arnold Schoenberg a Alban Berg), neoklasicismus (Igor Stravinskij) a minimalismus (Philip Glass a John Adams). S rozvojem nahrávací techniky se zpěváci jako Enrico Caruso a Maria Callasová mohli dostat do povědomí mnohem širšího publika, které přesahovalo okruh operních fanoušků. Od vynálezu rozhlasu a televize se opery začaly uvádět také v těchto médiích (a byly pro ně napsány). Od roku 2006 začala řada významných operních domů uvádět přímé videopřenosy svých představení ve vysokém rozlišení v kinech po celém světě. Od roku 2009 si lze kompletní představení stáhnout a jsou živě vysílána. 

## Dějiny opery
Dějiny opery začínají v Itálii koncem 16. století. Nejstarším, dnes ztraceným, dílem považovaným za operu je Dafne skladatele Jacopa Periho, uvedeným ve Florencii kolem roku 1597; samotný název „opera“ byl poprvé použit v souvislosti s uvedením díla Francesca Cavalliho Le nozze di Teti e di Peleo v roce 1639 v Benátkách. V 17. století se rozšířila po všech hlavních zemích Západu: Heinrich Schütz v Německu, Ital Jean-Baptiste Lully ve Francii a Henry Purcell v Anglii tehdy založili domácí operní tradice. Přes silnou zejména francouzskou operní školu však až dlouho do 18. století zůstávala vedoucí zemí opery Itálie. Koncem 18. století se začal prosazovat vliv německy hovořících skladatelů: na Gluckovu reformu italské „opera seria“ z 60. let navázal Wolfgang Amadeus Mozart, nejslavnější operní skladatel té doby.[zdroj?]
V opeře první třetiny 19. století vyvrcholil operní styl belcanto, reprezentovaný autory jako Gioacchino Rossini, Gaetano Donizetti a Vincenzo Bellini, a zároveň vznikla tradice „velké opery“ (grand opera), spojené se jménem Giacomo Meyerbeera. Následující „zlatý věk“ opery kolem poloviny 19. století, kdy působili Richard Wagner a Giuseppe Verdi, přinesl rovněž vznik dalších národních operních tradic mimo klasické země opery; českou operu tehdy ustanovil především Bedřich Smetana. Konec 19. a začátek 20. století poznamenal vliv italského verismu a rozvoj nových harmonických postupů, iniciovaných Wagnerem. K významným operním skladatelům patřili Giacomo Puccini, Richard Strauss a Leoš Janáček. 20. století přineslo mnoho nových stylů a experimentů i v oblasti opery, například atonalitu a seriální hudbu (Arnold Schönberg a Alban Berg), neoklasicismus (Igor Stravinskij) či později minimalismus (Philip Glass a John Adams).

## Významná prvenství v dějinách opery
Díla významná jako mezníky dějin opery.

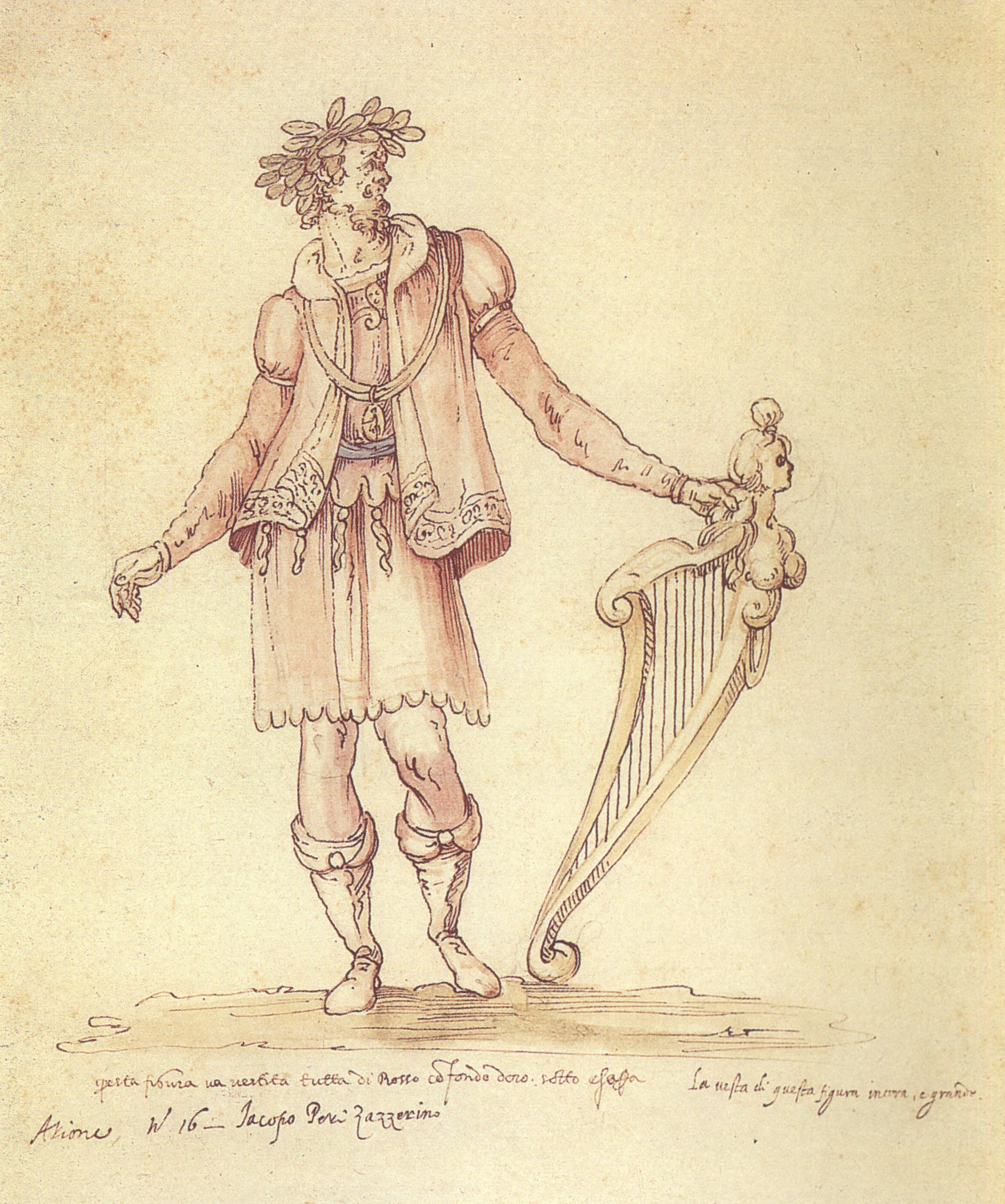
Jacopo Peri

| Název opery                | Autor hudby            | Rok                           | Popis                                                                                        |
| -------------------------- | ---------------------- | ----------------------------- | -------------------------------------------------------------------------------------------- |
| Dafne                      | Jacopo Peri            | 1598                          | První opera vůbec. Byla uvedena ve Florencii, hudba se nedochovala.                          |
| Euridice                   | Jacopo Peri            | 1600                          | Nejstarší opera, jejíž hudba se dochovala.                                                   |
| La liberazione di Ruggiero | Francesca Caccini      | 1625                          | První opera napsaná ženou.                                                                   |
| Dafne                      | Heinrich Schütz        | 1627                          | První německá opera; hudba se nedochovala.                                                   |
| Cadmus et Hermione         | Jean-Baptiste Lully    | 1673                          | Považována za první skutečnou francouzskou operu.                                            |
| O původu Jaroměřic         | František Antonín Míča | 1730                          | Považována za první českou operu. Napsaná v italštině, avšak záhy zazněla v českém překladu. |
| Dráteník                   | František Škroup       | 1825, premiéra 2. února 1826. | Považována za první českou operu (v češtině).                                                |

## Vymezení vůči jiným uměleckým formám
Definice opery se u jednotlivých autorů často liší. Podle Jeana-Jacquese Rousseaua to je „dramatické a hudební představení, jež usiluje sjednotit všechna kouzla umění v předvedení vášnivého činu, aby vzbudilo, za pomoci příjemných vjemů, zájem a iluzi.“
Hranice s příbuznými hudebními a divadelními žánry jsou zčásti prostupné a některá díla stojí na jejich pomezí; to platí zejména pro dobu, kdy se opera jako žánr teprve formovala, a také pro nejnovější dobu (po roce 1945), kdy řada umělců hranice žánrů cíleně překračuje. Obecně se opera od jiných hudebních žánrů odlišuje nutností scénického ztvárnění, zatímco od jiných divadelních žánrů (činohra, balet, tzv. instrumentální divadlo) přednostní a integrální úlohou hudby, a to především zpěvu.
Za další určující znaky opery bývají považovány:
- Fixovanost textové i hudební složky v libretu a v partituře (i když některá klasická i moderní díla ponechávají jisté místo pro improvizaci).
- Původnost hudební složky, tj. hudba byla napsána přímo pro danou operu. Hudba opery může obsahovat citace jiných děl – jedná-li se o díla stejného autora, hovoří se o autocitaci –, ale převažuje-li hudba nepůvodní, nepovažuje se dané dílo zpravidla za samostatnou operu. Zejména v baroku byly rozšířeny žánry (pasticcio, vaudeville, ballad opera) spojující původní dramatický text s nepůvodní hudbou.[10] Pasticcia barokních oper bývají uváděna i dnes (např. The Enchanted Island, MET 2011).[11] Pasticcia se vyskytují též v operetě (Schubert-Berté: Dům u tří děvčátek) a muzikálu (Rebelové, Mamma Mia!). Oproti hudbě text opery (libreto) originální být nemusí.
- Východisko z hudební tradice Západu. Nicméně i někteří západní skladatelé se inspirovali např. japonským divadlem nó nebo čínskou operou (Benjamin Britten: Tři chrámová podobenství, John Adams: Nixon v Číně, Judith Weirová: Noc v čínské opeře), nehledě na východoasijské operní skladatele jako např. Ikuma Dan nebo Tchan Dun. Bez ohledu na platnost tohoto kritéria se však tradiční japonské nebo čínské hudební divadlo od opery liší především neexistencí definitivního zápisu slov a hudby.

Některé žánry jsou vesměs považovány za operu, přestože nesplňují určité základní definiční požadavky. Tak zejména rozhlasovou operu a televizní operu nelze považovat za žánry divadelní, v případě loutkové opery zase není herec totožný se zpěvákem atd.

### Opera a drama
I divadelní hry mají často hudební (instrumentální či vokální) složku, a to někdy i ve značném rozsahu. Pro žánrové zařazení je důležité, zda je pro drama určující hudební (vokální) složka či zda převažuje složka činoherní. Již v barokní době existovaly přechodné žánry, např. anglická semiopera nebo maska. Ve střední Evropě byl v 18. a počátkem 19. století nejrozšířenějším divadelním žánrem singspiel – hra se zpěvy s různým kvantitativním a kvalitativním podílem hudby. Rozřazení jednotlivých děl mezi operu a činohru je mnohdy obtížné (dobová kritéria se ostatně měnila). Tak např. Mozartovy singspiely jsou tradičně řazeny mezi opery, singspiely Ferdinanda Raimunda s hudbou např. Wenzela Müllera mezi činohry. Podobně je singspiel Pražští sládci Prokopa Šedivého a Vincence Bartáka (1823?) považován za spíše činoherní útvar a za první českou operu je považován Škroupův singspiel Dráteník (1826). Na pomezí opery a dramatu stojí řada moderních děl, mj. některá díla Kurta Weilla (Krejcarová opera, Vzestup a pád města Mahagonny). Dramatu plně podřízená hudba se označuje jako scénická hudba.

### Opera a taneční divadlo
Průnik opery s tanečním divadlem, resp. baletem, se rovněž vyskytuje již od barokní doby, např. ve francouzském žánru opéra-ballet 2. poloviny 17. a 1. poloviny 18. století, ale také např. v romantické ruské hudbě (Rimskij-Korsakov: Mlada 1890) nebo v díle Igora Stravinského, Bohuslava Martinů nebo Borise Blachera (Pruská pohádka 1952). To jsou vesměs díla, ve kterých se (oproti ryzímu baletu) vyskytují zpívané pasáže, ale dění vyjadřuje dominantně tanec. I řada klasických oper obsahuje rozsáhlé baletní scény, které však nejsou podstatné pro vyjádření děje. Podobně se v opeře často vyskytuje pantomima: např. Fenella, titulní postava Auberovy Němé z Portici (1828), je tanečně-pantomimická role.

### Opera a oratorium
Opeře jsou blízké některé vokálně-instrumentální hudební formy, které nejsou primárně určeny pro scénu. Z nich zejména oratorium má řadu podobností s operou, některé společné předky, stejnou dobu vzniku a souběžný vývoj. Až do poloviny 19. století navíc mnohá divadla, zejména v Itálii, ale i například v Praze, uváděla scénická oratoria namísto oper o církevních svátcích a v jiných obdobích, kdy bylo z náboženských důvodů zakázáno hrát divadlo. V současnosti jsou i některá neepická oratoria (Verdiho Rekviem, Händlův Mesiáš) uváděna scénicky, tím spíše pak oratoria vypravující souvislý děj, například starozákonní příběh či epizody ze života světců (např. Händelovy Susanna a Theodora, Dvořákova Svatá Ludmila, Foersterův Svatý Václav). Mnoho děl se pohybuje na pomezí opery a oratoria s různým žánrovým označením (duchovní opera, posvátné drama, rappresentazione sacra, opera sacra, biblická opera, opera-oratorium, operatorium…), např. Emilio de' Cavalieri: Rappresentazione di Anima, e di Corpo (1600), Stefano Landi: Il Sant'Alessio (1636), Étienne-Nicolas Méhul: Joseph (1807), Gioacchino Rossini: Mosé in Egitto (1818), Jules Massenet: Marie-Magdeleine (1873), Carl Nielsen: Saul og David (1902), Claude Debussy: Le Martyre de Saint Sébastien (1911), Arnold Schoenberg: Moses und Aron (1932), Darius Milhaud: Saint Louis, roi de France (1955), Olivier Messiaen: Saint François d'Assise, Pascal Dusapin: Melancholia (1991).

### Opera a opereta/muzikál
Na rozdíl od výše uvedených rozhraničení není rozdíl mezi operou na jedné straně a operetou či muzikálem na straně druhé otázkou formy, ale hudebního stylu. Opereta se oddělila od (komické) opery brzy po polovině 19. století v souvislosti s tím, jak se začal formovat rozdíl mezi vážnou hudbou a populární hudbou. Muzikál vznikl v anglosaském prostředí koncem 19. století a v průběhu 20.–50. let 20. století nastoupil na místo operety, od níž se odlišil integrací neevropských hudebních stylů. Hranice mezi hudbou populární a vážnou však podléhá změnám v čase a může být zpochybňována jak teorií, tak i samotnými tvůrci, kteří v současnosti sahají k muzikálovým prostředkům v opeře a naopak. Někteří současní autoři muzikál či „rockovou operu“ a/nebo operetu od opery přísně odlišují, jiní je naopak považují za žánry v zásadě splývající.
Zatímco pro operu je typické plné zhudebnění, pro operetu a muzikál je typické střídání slova a hudby, ale tento rozdíl není z žádné z obou stran určující. Rovněž hudební náročnost a tím méně kvalita hudby nejsou dělicím měřítkem. Opera a (klasická) opereta se však od muzikálu zásadně odlišují technikou zpěvu účinkujících; jejich hlasy také nejsou nikdy přímo elektronicky zesilovány.

## Forma
Opera se vyznačuje rozmanitostí forem, které spoluurčují jednak dobové žánrové a hudební konvence, jednak individuální řešení a styl skladatele či libretisty, jednak samotný námět daného díla. Proto neexistují žádné všeobecné vzorce její struktury. Tradičně se opery podle struktury dělí na opery číslové, v nichž je hudební proud členěn na zřetelně oddělené („uzavřené“) části, a na opery prokomponované, v nichž hudební proud pokračuje bez systematických přerušení a nejmenším uzavřeným útvarem je celé jednání. Řada děl se však pohybuje mezi těmito dvěma póly.
Podobně jako divadelní hra se opera může dělit na více částí, jež mohou být odděleny přestávkou nebo mezihrou, nejčastěji zvaných dějství (jednání, akt), a dále na obrazy (oddělené tzv. proměnou), výstupy či scény a podobně.

### Číslová opera
První raně barokní opery sestávaly více méně ze stejnorodého, formálně nečleněného recitativu, a odpovídají tak definici prokomponované opery; velmi brzy (již u Claudia Monteverdiho) se však vytvořil kontrast mezi pasážemi deklamačními (recitativy, slouží především k vyjádření děje) a zpěvnými (árie, slouží především k vyjádření duševních stavů postav) a prosadila se tak forma číslové opery, která v různých změnách dominovala až do poloviny 19. století.
Číslová opera je řetězcem různých, ale zřetelně oddělených a vesměs kratších hudebních kusů, zpěvných nebo instrumentálních, které jsou do uceleného děje spojeny buď recitativem, nebo mluvenými dialogy. Hudební prvky opery jsou různorodé a jsou používány s různou četností a různou váhou podle požadavků žánru, námětu a autorského stylu. Níže jsou uvedeny základní typy hudebních útvarů používaných především v číslové opeře, ale – integrovány do plynulého hudebního proudu – také v prokomponované opeře.

#### Instrumentální útvary
- Operu zpravidla uvádí více či méně samostatná orchestrální skladba zvaná předehra nebo ouvertura. V baroku a klasicismu neměly předehry žádnou nebo jen velmi volnou souvislost s hudbou zbytku opery, rozšířené byly tzv. francouzská ouvertura (dvoudílná s pomalou a důstojnou první částí a rychlou a vzrušenou částí druhou) a třídílná italská ouvertura neboli sinfonie. V romantismu vznikl typ předehry zpracovávající jeden hudební motiv opery (např. Smetanova Prodaná nevěsta) nebo představující postupně řadu hudebních motivů z ní v různém stupni zpracování od sonátově propracované programní předehry (např. předehra Weberova Čarostřelce) po prosté řazení v předehře typu pot-pourri (např. předehra Bizetovy Carmen). Klasické a romantické předehry jsou zpravidla odděleny od opery pauzou a lze je hrát jako koncertní orchestrální skladby. Některé předehry však plynule přecházejí do prvního zpěvního čísla opery (v takovém případě se hovoří o preludiu či o orchestrálním úvodu a ne o ouvertuře). Proto u některých předeher existují dvě varianty zakončení: jedno přechází přímo do hudby opery, druhé je tzv. koncertní zakončení (např. u Mozartova Dona Giovanniho). Preludium může být i velmi krátké, jen několikataktové, a může uvádět i další dějství. Některé opery předehru zcela postrádají.
- Mezihra, francouzsky entr’acte, italsky intermezzo, spojuje různá dějství, obrazy nebo výstupy. Jsou často využívány pro rychlé přestavění scény. V moderní opeře jsou mezihry často symfonické plochy a mohou být hrány i odděleně od opery jako koncertní skladby (např. „Východ měsíce“ z Blodkovy opery V studni, mezihra z Massenetovy opery Thaïs, „Four Sea Interludes“ z Brittenovy opery Peter Grimes).
- Uvnitř jednotlivých dějství opery se někdy vyskytují instrumentální úseky určené pro balet (např. svatební tance ve 2. dějství Dvořákovy Rusalky), pochody (např. pochod komediantů v Smetanově Prodané nevěstě), pantomimu (např. hudba spojená s hlavní hrdinkou v Auberově Němé z Portici) atd.

#### Zpěvní čísla
- Árie je v současném chápání obecný pojem pro všechny sólové zpěvy v opeře. Podle struktury, tempa, nálady apod. mohou být používány specifičtější pojmy: píseň, kavatina, kuplet, kabaleta, romance, balada apod. Árie jsou často pro obecenstvo nejúčinnější a nejznámější části určité opery a bývají, někdy spolu s příslušnou recitativní pasáží, uváděny koncertně mimo rámec opery. Árie popisuje zpravidla emocionální stav, vzpomínky nebo myšlenky zpívající postavy a tok dramatického děje se při ní zastavuje. Kratší nebo lehčí árie se často označuje jako arieta. Arioso je úsek melodické deklamace, přechodný tvar mezi recitativem a árií, vyskytující se zejména v prokomponovaných operách.
- Ansámbl pro více sólových hlasů: duet, tercet, kvartet atd. Ansámbly s menším počtem postav typicky znázorňují jejich vzájemné vztahy při zastavení dramatického děje podobně jako árie (např. milostná dueta). Vícečlenné ansámbly často znázorňují interakce postav a posunují děj, přičemž se často nacházejí v jeho vrcholných okamžicích a často tvoří samy o sobě nebo v kombinaci s dalšími útvary (sbory, árie) vyvrcholení dějství (finále).
- Sbor je vokální útvar pro větší počet osob bez individuálních zpěvních linií. Nabízí kontrast k sólovým útvarům a reprezentuje ve většině případů lid nebo úžeji vymezenou sociální skupinu. V některých operách je sborový zpěv jejich těžištěm, proti němuž sólové výstupy zanikají (např. Verdiho Nabucco nebo Musorgského Boris Godunov). Také tato čísla mohou být zpívána koncertně mimo operní kontext.
- Recitativ je zhudebněný text, který sleduje mluvený spád řeči. Slouží především k vyjádření těch scén opery, které nesou děj, zejména dialogů. V barokní a klasicistní hudbě se rozlišovalo mezi secco recitativem (recitativo secco italsky „secco“ = suchý) a doprovázeným recitativem (recitativo accompagnato, italsky „accompagnato“ = doprovázený). V případě secco recitativu jsou notovány pouze zpěvní hlas a basová linie, později byl zapisován i příslušný akordický doprovod jako basso continuo nebo v rozepsané podobě. Zpěvák je doprovázen jen jedním nebo několika málo nástroji, většinou jedním basovým nástrojem a jedním harmonickým nástrojem (drnkacím nebo klávesovým). V 18. století přebírá tuto úlohu čím dál více jen cembalo, později též klavír. V případě doprovázeného recitativu – používaného převážně pro monology – je doprovod komponován pro orchestr a často na něj navazuje následující árie, jejíž situaci recitativ připravuje. Orchestrální doprovod přitom umožňuje kontrastnější vypracování obsahu obou částí.
- Scéna, italsky scena, vznikla v 19. století z doprovázeného recitativu. Zpravidla ústí do árie nebo ansámblu. Orchestrální zpracování obou částí se již v podstatě neliší, árii charakterizuje jen výraznější melodická linie.
- Introdukce, mezihra a finále jsou delší, kompozitní uzavřené formy na počátku či konci jednání nebo spojující dvě oddělené epizody děje. V rámci těchto forem se bezprostředně řetězí a kombinují kratší útvary – árie, ansámbly s měnícím se složením, doprovázené recitativy, sbory – a tvoří samostatný celek. Zejména finále je typickým útvarem klasické a raně romantické, především komické opery. Jednou z prvních typů je finále en vaudeville pocházející z francouzské opéry comique poloviny 18. století, což je strofická píseň, často s refrénem, zpívaná střídavě i společně sólisty a textově shrnující poslání hry (např. finále Mozartova Únosu ze serailu). Rozsáhlé a strukturované finále je typické pro italskou belcantovou operu (Rossini, Bellini, Donizetti).

#### Melodram
- Melodram označuje řeč doprovázenou hudbou. V operách se vyskytuje sporadicky od doby romantismu; například v Beethovenově opeře Fidelio je melodram uvnitř opery použit k vyjádření toho, že žal hlavní hrdinky Leonory, když má vykopat hrob vlastnímu manželovi, již nelze odít hudbou. V operách s mluvenými dialogy může (namísto recitativu) sloužit jako přechod od mluveného textu ke zpívanému (např. v Šeborově Zmařené svatbě). Melodram byl používán také například ve scénách čtení dopisů (Smetanovy Dvě vdovy), Ruggero Leoncavallo v opeře Zazà zpracovává melodramaticky dětskou roli dcery hlavní hrdinky a podobně. I v moderní opeře jsou melodramatické pasáže hojně používány, např. v Martinů Řeckých pašijích nebo Brittenově Snu noci svatojánské, často ve formě řeči s pevně předpsaným rytmem, ale ne melodií.

### Prokomponovaná opera
Už počátkem 19. století začali skladatelé dodržovat střídání dialogů či recitativů a uzavřených čísel stále méně přísně, zejména ve vážné opeře. Ve 2. čtvrtině 19. století postupně ustupuje secco recitativ a na jeho místo v italské tvorbě nastupuje útvar „scéna a árie“ s podstatně menším kontrastem deklamačních a písňových úseků. Již u Giuseppe Verdiho se dějství stávají většími hudebními celky. Richard Wagner vytvořil od poloviny 19. století formu (nazývanou později v kontrastu k tradiční opeře jako „hudební drama“), která se zcela vzdala hudební číslové stavby a hudbu i text spojila v jediný prokomponovaný, symfonicky zpracovaný celek – „nekonečnou melodii“. Wagnerova hudební teorie i praktický příklad měl na formální vývoj opery zásadní vliv a prokomponovaný typ všeobecně ovládl operu koncem 19. století (například u Giacoma Pucciniho nebo Julese Masseneta) a přetrval jako základní typ i pro ranou modernu.
Teprve v průběhu 1. poloviny 20. století se řada skladatelů obrátila zpátky k číslovému principu (např. Zoltán Kodály, Igor Stravinskij nebo Kurt Weill) a v současné operní tvorbě obě tyto základní formy včetně různých kombinací koexistují. Číslová opera vedle toho žije v dceřiných žánrech operety a muzikálu.
I z prokomponovaných oper je přirozeně možné izolovat z celku určité „uzavřené“ části a provádět je např. jako koncertní árie nebo symfonické skladby.

## Třídění oper
Vedle třídění podle formy na opery číslové a prokomponované je možné charakterizovat opery z řady jiných hledisek, mimo jiné:
- podle nároků na divadelní provedení. Výpravné opery byly často nazývány „velká opera“ (např. Mozartova Kouzelná flétna), avšak „velká opera“ (grand opéra) může být též žánrové označení. Zejména po druhé světové válce se rozvinula komorní opera, intimnější dílo psané pro menší počet zpěváků, malý orchestr nebo menší divadelní scénu. Drobný operní útvar označuje například pojem „miniopera“, jak jej užíval Josef Berg, nebo Milhaudův pojem „opéra-minute“.
- podle specifického cílového publika, například dětská opera
- podle počtu dějství: tříaktová opera, aktovka atd.
- podle hudebního stylu: opera barokní, opera stylu belcanto, opery romantické, expresionistické, minimalistické, jazzové atd.
- podle kompoziční techniky: opera čtvrttónová, atonální, dodekafonická apod.
- podle povahy námětu: opera lyrická, komická, tragická, romantická, realistická atd. Některá označení vedle námětu naznačují i použité hudební prostředky, např. opera veristická, lidová, prostonárodní. Opera, jejíž námět je vzat z literárního díla, se někdy označuje jako literární opera (Literaturoper); jindy je ale tento výraz vyhrazen pro operu komponovanou na původně neoperní, zpravidla činoherní literární text.[18]

Běžné je řazení podle (sub)žánru. Přitom však formální, látkové i časové vymezení řady žánrů je sporné nebo nejednoznačné, jednotlivé žánry se mohou překrývat. Navíc existuje rozdíl mezi žánrovými označeními zavedenými hudební vědou, a to často až následně (např. osvobozenecká opera), nebo dílům dodatečně přiřčenými (v mnoha případech například opera seria, opéra lyrique) s cílem zařadit je k určitému typu – a naopak označeními, která svým dílům dali sami tvůrci a která často vyjadřují jejich snahu své dílo individualizovat, odpoutat od žánrových předsudků. Zvláště moderní avantgardní autoři se vyhýbají žánrovým označením (včetně prostého „opera“) a volí neutrálně znějící názvy jako „jevištní akce“ (Luigi Nono), „scénická kompozice“ (Mauricio Kagel) nebo „hudební akce“ (Luciano Berio). Jednotlivé operní žánry jsou různě významné a početné: vedle tisíců děl, které lze kvalifikovat jako opera buffa, stojí jen hrstka děl, které lze charakterizovat pojmem časová opera (Zeitoper), a některá žánrová označení jako „melolog“ (Hector Berlioz: Lélio, 1832), „jevištní zásvětná slavnostní hra (Bühnenweihfestspiel)“ (Richard Wagner: Parsifal, 1882), „Songspiel“ (Kurt Weill: Mahagonny, 1927), „abstraktní opera“ (Boris Blacher: Abstrakte Oper no 1, 1953) nebo dokonce „lyrické uškrcení“ (Léo Delibes: Deux sous de charbon, 1856) jsou vyhrazena vždy pro jediné dílo v historii.

## Profese operního divadla

### Libretista

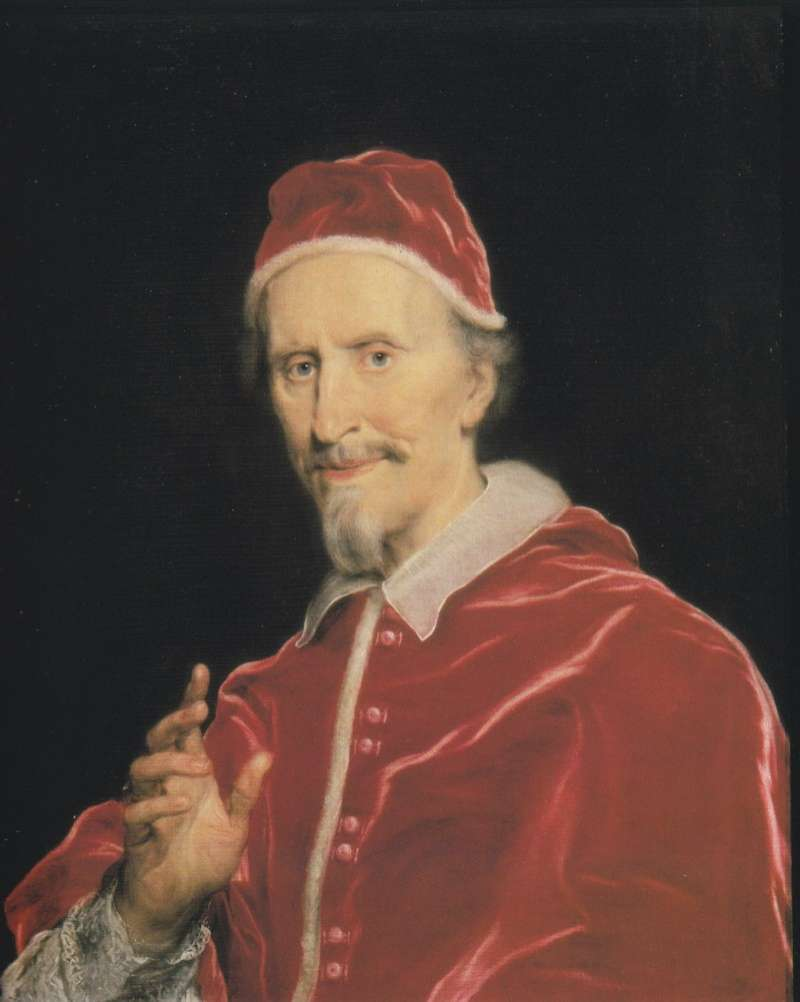
Giulio Rospigliosi (papež Klement IX.), významný libretista rané římské opery. Obraz G. B. Gaulliho-Baciccia

Postavení a význam libretisty jako autora operního textu kolísaly. Diskuse o vzájemném vztahu slov a hudby jsou dosud živé: jsou dokonce předmětem některých oper jako Salieriho Prima la musica e poi le parole (1786) a Straussova Capriccia (1942). V prvopočátcích opery byla slova i hudba považovány za rovnocenné a Ottavio Rinuccini (1562-1621), libretista prvních oper Jacopa Periho a Giulia Cacciniho, byl zároveň teoretikem opery. Brzy však začala dominovat hudba a zpěv (podle Mozarta je poezie „poslušnou dcerou hudby“), barokní libreta tak byla často anonymní. Vedle toho obecenstvo upřednostňovalo známé látky, které se proto stále opakovaly, a několik vzorových libret bylo zhudebňováno stále znova v různých příležitostných úpravách. Takové vzorové texty pro italskou vážnou operu pocházely často od dvou nejvýznamnějších libretistů 18. století, Apostola Zena (1668-1750) a jeho nástupce na místě habsburského dvorního básníka Pietra Metastasia; některá jejich dramata byla zhudebněna i mnoha desítkami různých skladatelů. V oboru opery buffy měla podobný význam libreta Carla Goldoniho.
Až v klasicistní době začínají skladatelé i divadla hledat nejen originální hudbu, ale i originální dramatickou látku, jakou poskytl Gluckovi Ranieri de' Calzabigi nebo Mozartovi Lorenzo da Ponte. Originalita a dramatická účinnost textu byla významná zvláště u zpěvoher s mluvenými pasážemi hraných v rodném jazyce publika. Dramatici jako John Gay pro anglickou ballad operu, Charles-Simon Favart a Michel-Jean Sedaine pro francouzskou opéru-comique nebo Christian Felix Weiße a Emanuel Schikaneder pro německý singspiel měli pro vývoj těchto žánrů zásadní význam.

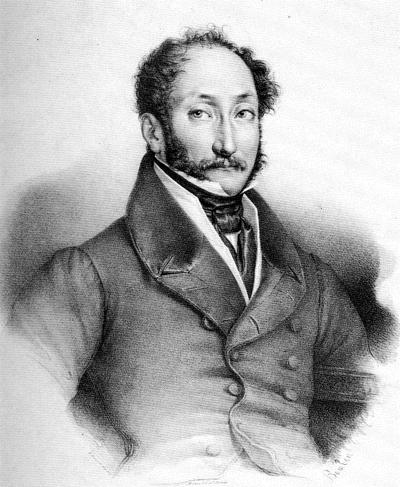
Významný libretista italské „belcantové“ opery Felice Romani.

I v barokní době existovala úzká spolupráce libretisty a skladatele (Lully – Philippe Quinault, Galuppi – Goldoni), typičtější však bylo, že se autoři hudby a slov ani nesetkali. V 19. století, kdy už jedno libreto zhudebňuje jediný skladatel, už oba tvůrci často přicházejí do užšího kontaktu. Felice Romani napsal řadu oper pro italské skladatele počátku 19. století, nejintenzivněji však spolupracoval s Bellinim, stejně jako Francesco Maria Piave spolupracoval s Verdim, ale i s dalšími italskými skladateli. Luigi Illica byl nejvýznamnější libretista veristické generace. Ve Francii Eugène Scribe udržoval nejdelší a nejužší pracovní vztahy s Auberem, ale prakticky všichni skladatelé působící v Paříži ve druhé třetině 19. století skládali na jeho libreta. Později jeho místo zaujali zejména Jules Barbier a Michel Carré. I v české opeře poslední třetiny 19. století působili žádaní libretisté jako Karel Sabina, Eliška Krásnohorská nebo Emanuel Züngel.
Někteří skladatelé si psali libreta sami. Richard Wagner povýšil tuto praxi na princip v kontextu svého konceptu „Gesamtkunstwerk“, tedy druh uměleckého díla spojujícího několik druhů umění. Vlastní libreta si psali např. Hector Berlioz, Arrigo Boito, Josef Bohuslav Foerster, Hans Pfitzner, Ilja Hurník a další, včetně Wagnerova syna Siegfrieda. Jinou možností je napsat operu na původně činoherní text, který skladatel sám více či méně zkrátí či upraví, jak učinili např. Richard Strauss (Salome, Elektra), Alban Berg (Vojcek, Lulu), Leoš Janáček (Její pastorkyňa, Věc Makropulos) nebo Benjamin Britten (Sen noci svatojanské). Většina skladatelů však i nadále využívá služeb libretistů. Od 20. století se málo spisovatelů věnuje psaní operních libret soustavně (dlouhodobá spolupráce Richarda Strausse a Hugo von Hofmannsthala je spíše výjimkou), příležitostně však operní libreta psali mnozí významní spisovatelé jako Émile Zola (Bruneau: Messidor, Uragán), Stefan Zweig (R. Strauss: Mlčenlivá žena), Bertolt Brecht (Weill: Třígrošová opera, Dessau: Odsouzení Lukullovo) nebo Wystan Hugh Auden (Britten: Paul Bunyan, Stravinskij: Život prostopášníka, Henze: Elegie pro mladé milence).

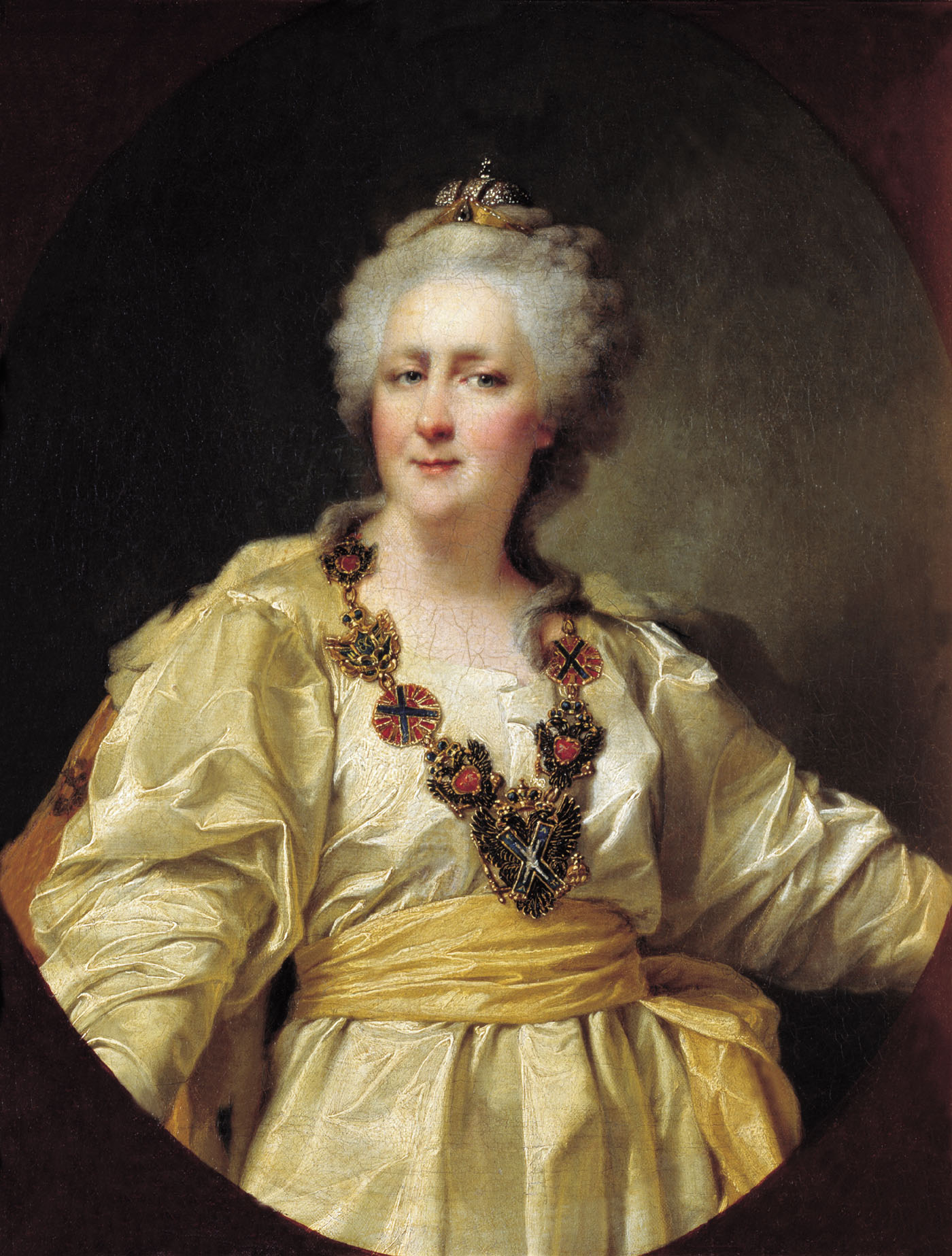
Libreta carevny Kateřiny Veliké se vyznačují satirou a jadrným lidovým výrazivem.

Na řadě libret se podílelo více libretistů, a to z různých důvodů. Někdy dva libretisté pracovali v rovnocenném týmu (například Barbier a Carré), někdy jeden psal text v próze a druhý ho zveršovával (např. Luigi Illica a Giuseppe Giacosa v operách pro Pucciniho), někdy psal první libreto v jednom jazyce a druhý ho překládal (např. Josef Wenzig a Ervín Špindler v případě Libuše), někdy jeden platil za inspirátora a druhý za technického vykonavatele (tak s řadou spolupracovníků pracoval Scribe). Jindy je větší počet libretistů výsledkem přepracovávání libreta, obvykle z podnětu skladatele: tak na Janáčkově Výletu pana Broučka do Měsíce se vystřídalo až šest spisovatelů. Vedle toho ovšem do libreta často zasahují samotní komponisté.
Mezi libretisty lze najít řadu žen, mimo jiné carevnu Kateřinu II. (Novgorodskij bogatyr Bojeslajevič 1786, Gore-bogatyr Kosometovič 1788, Fedul s děťmi (1791) nebo Helminu von Chézy, jež napsala Weberovu Euryanthu (1823). V počátcích české národní opery měly významné místo libretistky Eliška Krásnohorská (Hubička, Tajemství, Čertova stěna, Lejla, Blaník…), Marie Červinková-Riegrová (Dimitrij, Jakobín, Zmařená svatba) a Anežka Schulzová (Hedy, Šárka, Pád Arkuna). Významná díla vznikla spoluprací spisovatelek Myfanwy Piper s Benjaminem Brittenem (Utahování šroubu / The Turn of the Screw 1954, Owen Wingrave 1971, Smrt v Benátkách / Death in Venice 1973) a Ingeborg Bachmann s Hansem Wernerem Henzem (Princ homburský / Der Prinz von Homburg 1958, Mladý lord / Der junge Lord 1965). Zvláště libreta některých známých oper pro děti napsaly ženy, např. Adelheid Wette pro Humperdinckovu Perníkovou chaloupku, Sidonie Gabriella Colettová pro Ravelovu Dítě a kouzla nebo v české opeře Marie Charousová-Gardavská pro Trojanův Kolotoč či Míla Mellanová pro Pauerova Žvanivého slimejše.

### Výprava
Výtvarná stránka (výprava) operního představení má dvě hlavní složky, operní scénografii (včetně osvětlení) a kostýmy.
Opera vznikla koncem 16. století v prostředí italských dvorních slavností a již tehdy byla bohatá výprava a kostýmy a překvapivé scénické efekty významnou součástí překvapení. Vznik stálých divadelních budov v průběhu 17. století vedl k dalšímu pokroku zejména jevištní techniky, jako proměny kulis, propadla, létací stroje apod. Dekorace barokní i klasicistní opery odrážely aktuální architektonické tvarosloví (nesnažily se tedy imitovat antiku, v níž se odehrával děj většiny oper), kostýmy byly fantazijní. Italská operní divadla byla známá spektakulární podívanou, již se snažila napodobovat i šlechta i jinde v Evropě. Italskou divadelní výpravu do Evropy šířila například rodina Bibienů; Giuseppe Galli-Bibiena navrhl scénografii pro pražskou inscenaci korunovační opery Johanna Josepha Fuxe Costanza e Fortezza roku 1723, největší barokní divadelní slavnost v českých zemích.

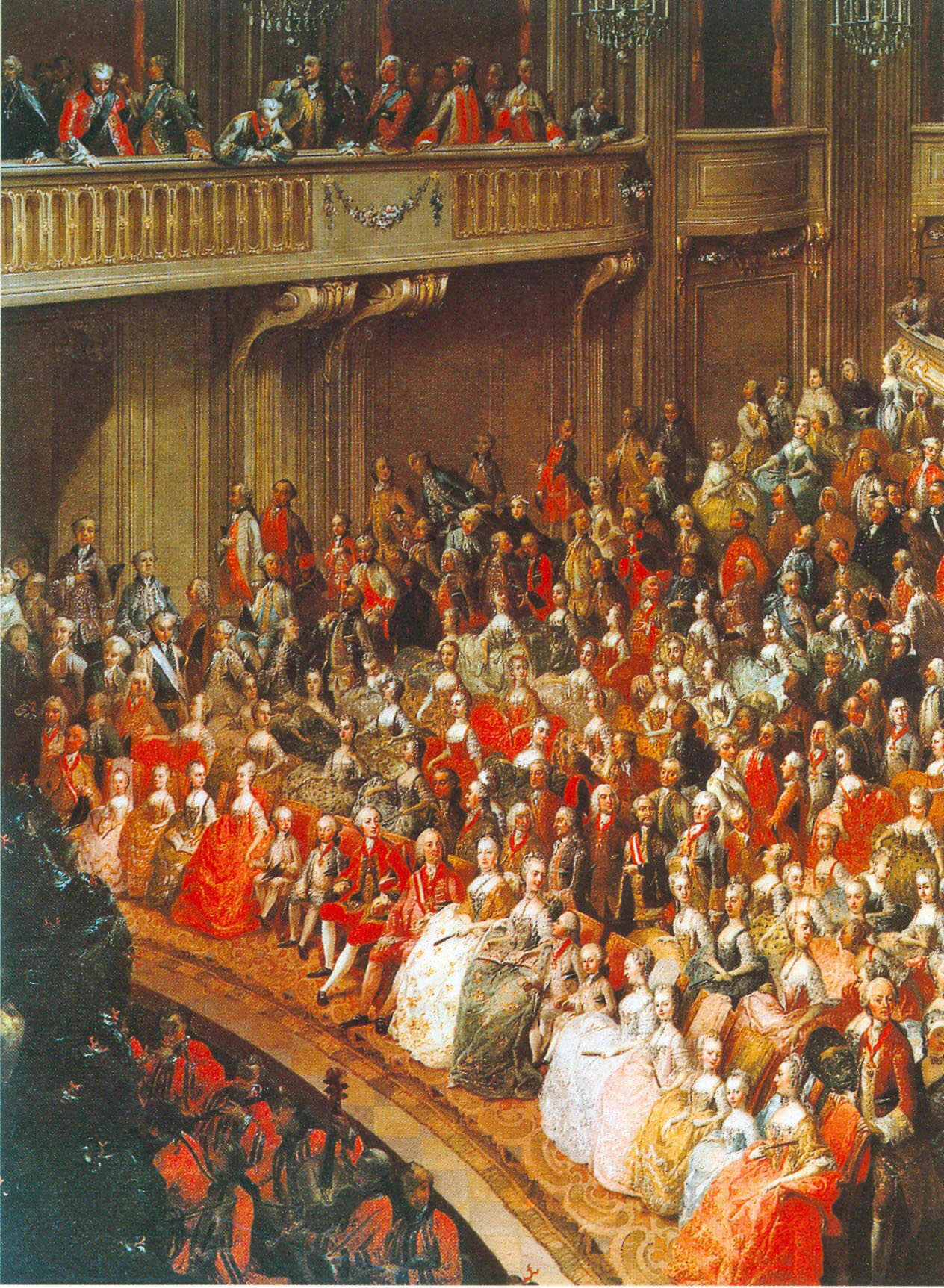
Marie Terezie s rodinou v opeře roku 1763

Od počátku 19. století, kdy se stává opera oblíbeným žánrem vzdělané buržoazie, začíná být považována realističnost výpravy. Velká operní divadla (jako první divadla pařížská) se snažila historickým, archeologickým i etnografickým studiem zajistit věrnost kulis i kostýmů. O to se snažila i menší divadla. Malované kulisy však byly nákladné a jen ve výjimečných případech (pro díla prověřená na jiných scénách nebo u kterých jméno autora zaručovalo úspěch) se pořizovaly pouze pro konkrétní inscenaci. Převažovaly typizované kulisy (gotická síň, zámecká zahrada, skalní soutěska…).
Zavedení elektrického osvětlení koncem 19. století vedlo k nutnosti odklonu od dosavadních plochých malovaných kulis k plastickému řešení scény, zprvu v pokračujícím duchu realismu. Na počátku 20. století však vystoupili s myšlenkami zavrhujícími realistické pojetí scény a kostýmů ve prospěch abstraktního, symbolického řešení zdůrazňujícího základní myšlenky díla Adolphe Appia (1862-1928), Edward Gordon Craig (1872-1966) a Alfred Roller (1864-1935). Nejvýznamnějším centrem meziválečné scénografické avantgardy ve stylu expresionismu a Bauhausu byla berlínská Krollova opera, kde pracovali mj. Ewald Dülberg, Caspar Neher, László Moholy-Nagy, Oskar Schlemmer a Giorgio de Chirico. V jejich intencích pokračoval i za Třetí říše Emil Preetorius ve svých inscenacích pro Hudební slavnosti v Bayreuthu. Rovněž ve Francii nabídli alternativu k tradiční realistické operní výpravě výtvarníci jako Pablo Picasso, Salvador Dalí, Marc Chagall, Maurice Utrillo nebo Vasilij Kandinskij. Důsledkem této umělecké individualizace bylo i sepětí konkrétního výtvarného řešení nejen s jediným dílem, ale i s jedinou inscenací. Přestaly se tak používat typizované realistické kulisy sloužící pro různá díla odehrávající se rámcově ve stejném prostředí.
V nejnovější době (po druhé světové válce) závisí výtvarná stránka operní inscenace na režisérově uměleckém záměru a funkce režiséra a scénografa se často spojují v jedněch rukou (např. Wieland Wagner, Jean-Pierre Ponnelle, Franco Zeffirelli, Robert Wilson). Objevuje se realistická i abstraktní výprava, obojí v různé kombinaci s případným místním či časovým posunem původního děje podle intencí režiséra. Ještě více než samotná režie bývá právě výtvarné řešení moderních operních inscenací předmětem kontroverzí.
Česká scénografie, včetně operní, má bohatou tradici podepřenou konáním scénografického festivalu Pražské kvadrienále. Na operních inscenacích Národního divadla v Praze se již ve 20.-40. letech 20. století podílel například architekt Jan Kotěra a řada významných malířů jako Josef Lada, František Muzika, Cyril Bouda, Jan Zrzavý, Karel Svolinský, Josef Čapek nebo Vlastimil Hofman. Český scénograf Josef Svoboda (1920-2002) byl jedním z nejvýznamnějších představitelů evropské poválečné operní scénografie. Mezi nejznámější scénografy působící v současnosti v České republice a soustřeďující se na operu patří Daniel Dvořák nebo Rocc, v operní výpravě se však nadále uplatňují i výtvarní umělci z jiných oborů, například Adolf Born nebo Bořek Šípek.

## Jazyk představení a národní opera

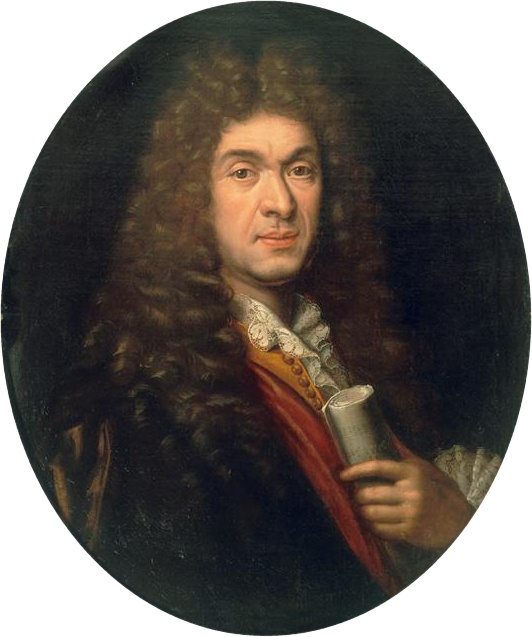
Jean-Baptiste Lully, tvůrce francouzské opery, dvorní skladatel Ludvíka XIV.

V počátcích operního žánru, 17. a 18. století, šířili operu mimo Itálii především italští hudebníci, zpěváci a celé operní společnosti, a to zprvu především na zámožné panovnické a šlechtické dvory, kde bylo možné předpokládat znalost jazyků. Byla proto i ve zbytku hry hrána v italštině; nejvýznamnější italští libretisté 1. poloviny 18. století Apostolo Zeno a Pietro Metastasio působili ve Vídni a i skladatelé jako Händel, Hasse, Graun, Gluck, Mozart či pražský Jan Antonín Koželuh skládali vážné opery na italské texty. Obecenstvo přitom mělo k dispozici libreto, podle potřeby i s překladem, které mohlo při představení číst a tak se v jeho průběhu orientovat. Zpěvoherní produkce v místních jazycích se postupně rozrůstala, ale především v „nízkých“ žánrech – často nenazývaných „opera“, protože samotné toto slovo implikovalo italský text – a nikoli ve dvorních divadlech, ale v divadlech určených širším vrstvám. Pouze ve Francii dominovala opera ve francouzštině, ačkoli i italská opera zde byla trvale přítomna.
Až ve 2. polovině 18. století, pod vlivem myšlenek osvícenství a postupné demokratizace společnosti, včetně operního publika, začíná být podporována tvorba a produkce v domácích jazycích i uvádění cizích (zejména francouzských a italských) oper v překladech. Italština kolem roku 1800 mizí z divadel ve Francii a ve střední Evropě (v Praze roku 1807), po roce roku 1850 i ve Španělsku a Rusku, nepřetržitě se udržuje jen v Londýně (v Royal Opera House se hrálo výlučně italsky do roku 1892). Ve střední a severní Evropě částečně a dočasně nahradila italštinu jako operní jazyk němčina, protože i v mnoha městech mimo německy mluvící území (Amsterdam, Kodaň, Praha, Budapešť, Lublaň) městské elity němčinu ovládaly. Repertoár a produkce v národních jazycích právě v opeře jako v té době nejprestižnějším uměleckém oboru se ale staly významným znakem kulturní samostatnosti řady evropských národů v době národního probuzení a ve 2. polovině 19. století bylo systematické překládání všech libret v naprosté většině evropských divadel pravidlem. Publikování libret za účelem jejich studia v průběhu představení skončilo se zavedením zatemnění hlediště koncem 19. století.
Ve velkých divadlech anglosaského prostoru se však kolem roku 1900 prosadilo uvádění oper v originálním jazyce (což souviselo i s nedostatkem původního anglickojazyčného repertoáru), tedy vedle italštiny též ve francouzštině a v němčině; jiné jazyky jako ruština nebo čeština přišly na řadu až mnohem později. Po 2. světové válce na tuto praxi přešla další velká evropská divadla (např. roku 1956 znovuotevřená Vídeňská státní opera pod Herbertem von Karajanem). Důvodem byla zejména snaha zjednodušit mezinárodní mobilitu špičkových interpretů (v době překladů by se museli tutéž roli učit v několika jazycích). Od 90. let se v plně globalizované společnosti rozšířila tato praxe po celém světě, mnohdy i do menších divadel. Významným faktorem, který umožnil tento krok, bylo zavedení pohyblivých titulků: poprvé je použila při inscenaci Straussovy Elektry Canadian Opera Company v Torontu roku 1983, brzy poté je přejala i Metropolitan Opera v New Yorku a odtud se rychle rozšířily do dalších divadel. Nacházejí se zpravidla nad jevištěm, v některých divadlech však též na jiných místech, např. na malých obrazovkách před individuálními sedadly.

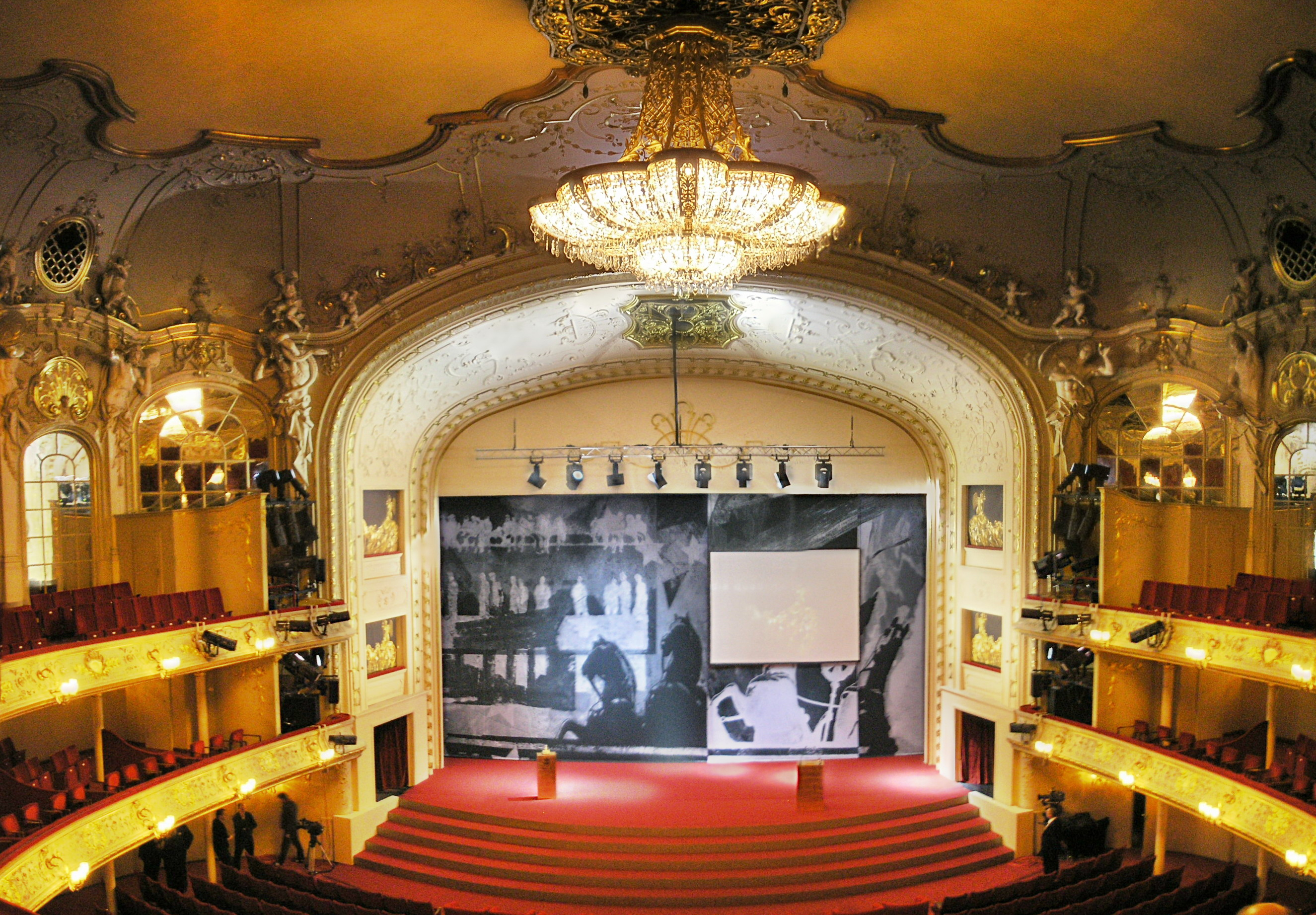
Berlínská Komische Oper uvádí opery zásadně v domácím jazyce – němčině.

Některá menší divadla, ale též některá významná divadla v operních centrech (Anglická národní opera v Londýně, New York City Opera v New Yorku, Komische Oper v Berlíně, Volksoper ve Vídni, Théâtre national de l'Opéra-Comique v Paříži, Staatstheater am Gärtnerplatz v Mnichově) nadále soustavně uvádějí opery v překladu.
O uvádění oper v originálním jazyce se velice diskutuje. Pro ně svědčí jednak praktičnost a hospodárnost (zpěváci mohou zpívat tutéž roli po celém světě, není třeba pořizovat překlad), ale též umělecké důvody: hudba je často psána v úzké návaznosti na melodii řeči, význam jednotlivých slov nebo zvukovou kvalitu jednotlivých hlásek (viz například hudbu Leoše Janáčka založenou na „nápěvcích“ mluvy), což nelze v překladu nikdy v úplnosti reflektovat. Na druhé straně zmíněné stránky spojení hudby se slovem pozbývají ze značné části účinku, je-li text zpíván v jazyce, který je obecenstvu nesrozumitelný a sami pěvci jej mnohdy stěží ovládají. Rovněž titulky nejsou přijímány jednoznačně, protože není prakticky možné sledovat současně je i scénu a nemohou být nikdy zcela synchronizovány se zpívaným textem, což zapříčiňuje nevčasné reakce obecenstva. Jsou však velmi oblíbené, neboť překonávají nesrozumitelnost zpěvu pociťovanou diváky ve vlastním jazyce často stejně jako v cizím, a jejich zavedení řadě divadel zvýšilo návštěvnost.
Problém však představují díla, která mísí zpívaný text s mluveným slovem (singspiel, opéra-comique, ale i další příbuzné žánry jako opereta, zarzuela, muzikál). Protože zpěváci až na výjimky nemohou v cizím jazyce plynně hovořit, jsou taková díla uváděna zpravidla v domácím jazyce, nebo je kombinován originální jazyk zpívaných částí s domácím jazykem pro mluvené dialogy. Na repertoárech velkých mezinárodních scén taková díla většinou chybějí.

## Financování opery
Opera vznikla jako součást kulturních událostí sloužících k reprezentaci šlechty, a přestože brzy pronikla do veřejnosti, nebyla její finanční soběstačnost nikdy pravidlem. Souběžně s operními divadly financovanými panovníky či majetnými šlechtici v 17. a 18. století existovala divadla a divadelní společnosti, které svou činnost kryly zcela z prodeje vstupného. Mimo Itálii však bylo jejich postavení ekonomicky obtížné a jejich přežití umožňoval zejména fakt, že barokní opera vyžadovala jen malý orchestr, nepotřebovala sbor a počet zpěváků v jednom kuse zřídka převyšoval šest. Soukromá divadla proto provozovala častěji nenáročné „nižší“ žánry, jako jsou vaudeville, ballad opera, singspiel nebo opéra comique.
Změna společenských poměrů koncem 18. století a počátkem 19. století, vznik osvícenské koncepce hudby a divadla jako kulturního statku spíše než pouhé zábavy, jakož i nástup romantické opery, náročnější na hudební provedení i jevištní výpravu, změnily zásadně i divadelní provoz. Stálá soukromá, především šlechtická divadla buď zanikají, nebo se stávají veřejnými. I původně soukromě založené Nosticovo divadlo v Praze roku 1798 převzala do správy veřejnoprávní korporace zemská stavovská obec. Ta je sice nadále pronajímala soukromým provozovatelům, ale s vyhrazenými úkoly, povinnostmi a zásadami, pod veřejnou kontrolou a také s příspěvkem z veřejných zdrojů, jehož význam postupně narůstal. Podobný model byl rozšířen po celé Evropě. Vedle toho však s rozvojem občanské společnosti vzrůstá zájem o amatérské divadlo včetně opery.
V Evropě přešla většina operních divadel postupně přímo do veřejných rukou (vlastnictví státu, regionů, obcí či jiných právnických osob se zvláštním veřejným statutem), zejména v důsledku situací kritických pro finanční situaci divadel jako obě světové války a velká hospodářská krize. Například pražské Národní divadlo bylo takto postátněno roku 1930. Výlučně státní provozování divadel bylo možné za totalitních režimů ve značné části Evropy. Zejména v posledních desetiletích, též pod vlivem příkladu divadel ve Spojených státech, jichž se žádná z postátňovacích vln nedotkla, jsou i v Evropě hledány nové modely fungování operních divadel.

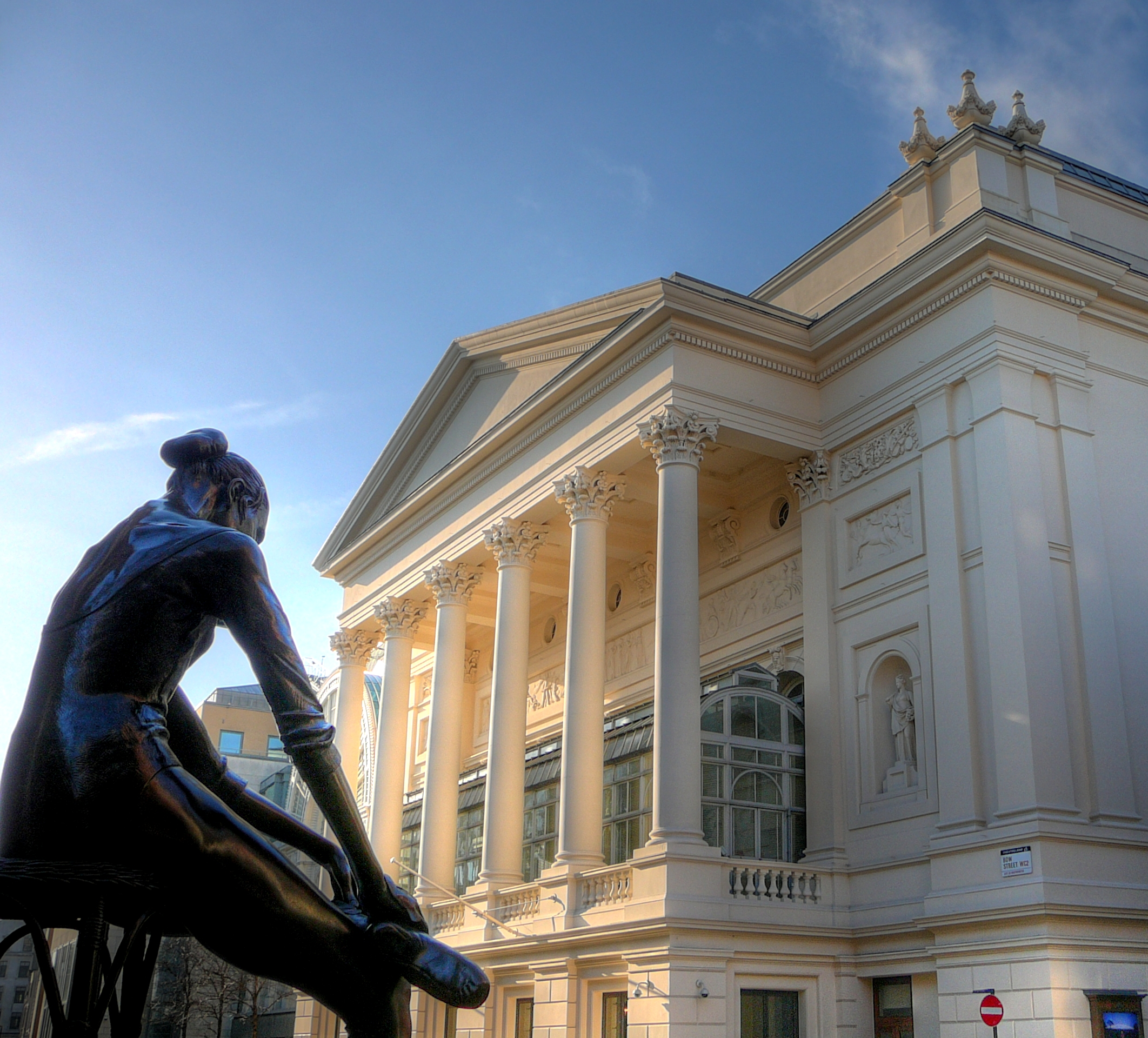
Royal Opera House, Covent Garden, Londýn

V současnosti v Evropě převládá model, kdy jsou stálá operní divadla vlastněna nebo kontrolována veřejnoprávními subjekty (státem, městy…) a jejich provoz je hrazen z velké části z veřejných prostředků, ačkoli tendence v posledních desetiletích je celkově klesající: např. Nizozemská opera v Amsterodamu je veřejně dotována až z 90 %, podíl kolem 70-80 % je běžný v Německu a ve Francii. Snížení bylo razantnější ve Velké Británii (např. u Royal Opera House, Covent Garden klesl státní příspěvek z 50 % v 60. letech na 26 % roku 2010)) a v Itálii (např. 40 % u milánské La Scaly), přičemž však menší divadla mají obecně větší závislost na veřejných prostředcích. Ještě menší veřejný příspěvek získávají operní divadla např. v Austrálii a Jižní Africe, v Japonsku nebo Americe je pak veřejný podíl zanedbatelný (v USA průměrně 4 %). Naopak soukromé dary a sponzorství jsou nejvíce rozvinuty ve Spojených státech (46 % příjmů operních divadel) a rozšiřují se i do Evropy, zejména do Spojeného království (21 % u Royal Opera House).
Podobně v České republice jsou všechny stálé operní scény provozovány veřejnoprávními osobami a získávají většinu prostředků z veřejných rozpočtů a menší část pak z vlastních zdrojů, zejména prodeje vstupenek. Např. pro celé Národní divadlo činila část získávaná z veřejných rozpočtů v roce asi 62 % a vlastní zdroje 34,5 %; sponzorské dary činily pouze 3,5 %. Přitom samotná opera má poměrně vysoký podíl na celkových tržbách, avšak ještě větší podíl na nákladech, zejména personálních. Ve Státní opeře Praha činil roku 2009 příspěvek zřizovatele 54 %, vlastní zdroje 46 %.
Model financování se odráží i v činnosti operních divadel. Například americká divadla, financovaná ze soukromých zdrojů, preferují spíše osvědčený mezinárodní repertoár i tradiční realistickou režii a výpravu a využívají ve velké míře kult pěveckých hvězd. Na druhé straně státem bohatě dotovaná divadla francouzská nebo německá často uvádějí novinky nebo opomíjený historický repertoár a jejich režie i výprava je často inovativní a provokativní.

## Televize, kino a internet
Milníkem pro operní vysílání se stal rok 1938, kdy britská BBC živě vysílala operu Cinderella skladatele Spike Hughese. Jednalo se o první operu speciálně zkomponovanou pro televizi. Jedna z prvních televizních oper byla i Ženitba Bohuslava Martinů, poprvé vysílaná v únoru 1953 americkou NBC. Jiným mezníkem byl rok 1992, kdy se Tosca v Itálii vysílala živě z originálních římských kulis a denních dob: první dějství se tak odehrávalo v sobotu v poledne v kostele Sant'Andrea della Valle ze 16. století, druhé dějství taktéž v sobotu ve 20.15 v paláci Farnese ze 16. století a třetí dějství v neděli v 6 hodin ráno v Andělském hradu. Inscenace byla přenášena přes satelit do 105 zemí.
Velké operní společnosti začaly uvádět svá představení v místních kinech ve Spojených státech amerických a mnoha dalších zemích. Metropolitní opera v New Yorku zahájila v roce 2006 sérii přímých videopřenosů ve vysokém rozlišení do kin po celém světě, v roce 2007 byla představení z Metropolitní opery promítána ve více než 424 kinech ve 350 amerických městech. Bohéma se tak dostala do 671 kin po celém světě.V sezóně 2015-2016 už byla promítána ve 2 000 kinech v 70 zemích; přenosy se staly jedním z hlavních zdrojů příjmů, které přinášely roční příjmy ve výši 60 milionů dolarů a zisk 17 až 18 milionů dolarů, což představovalo 12 % celkových příjmů společnosti. Sanfranciská opera zahájila předtočené videopřenosy v březnu 2008. V červnu 2008 přenášelo tato představení přibližně 125 kin ve 117 amerických městech. Operní videopřenosy v HD rozlišení jsou uváděny prostřednictvím stejných digitálních kinoprojektorů v HD rozlišení, které se používají pro velké hollywoodské filmy. Evropské operní domy a festivaly, včetně Královské opery v Londýně, milánské La Scaly, Salcburského festivalu, benátské La Fenice a Maggio Musicale ve Florencii, také od roku 2006 přenášejí svá představení do kin po celém světě.
Vznik internetu ovlivnil také způsob, jakým diváci konzumují operu. V roce 2009 britský operní festival v Glyndebourne poprvé nabídl ke stažení kompletní inscenaci opery Tristan a Isolda z roku 2007. V sezóně 2013 festival přenášel všech šest svých inscenací online. V červenci 2012 měla na operním festivalu ve finském Savonlinně premiéru první online komunitní opera. Pod názvem Free Will ji vytvořili členové internetové skupiny Opera By You. Jejích 400 členů ze 43 zemí napsalo libreto, složilo hudbu a navrhlo kulisy a kostýmy pomocí webové platformy Wreckamovie. Operní festival v Savonlinně poskytl profesionální sólisty, 80členný sbor, symfonický orchestr a jevištní techniku. Opera byla na festivalu uvedena naživo a živě byla streamována na internet.